# Amstrad GX4000
La GX4000 es una consola de videojuegos que fue fabricada por Amstrad. Fue el intento, de corta duración, de la compañía para entrar en el mercado de consolas de juegos. La consola fue lanzada en Europa en 1990 y era un diseño mejorado basado en la tecnología de CPC que aún era popular. La GX4000 compartió la arquitectura de hardware con la línea de computadoras CPC Plus de Amstrad, que se lanzó al mismo tiempo. Esto permitió que el sistema fuera compatible con la mayoría del software CPC Plus.
La GX4000 fue el primer y único intento de Amstrad de entrar en el mercado de las consolas. A pesar de ofrecer capacidades gráficas mejoradas, no logró ganar popularidad en el mercado y se suspendió rápidamente, vendiendo 15 000 unidades en total.
James Harding, de The Times, dijo que la consola fue "rápidamente superada por la Sega Mega Drive de 16 bits y la Super Nintendo, que no superó la prueba fundamental del espíritu empresarial: la resistencia".

## Lanzamiento
Después de meses de especulación, el GX4000 se anunció oficialmente junto con las computadoras 464 plus y 6128 plus en el Centro CNIT de París en agosto de 1990. El sistema se lanzó un mes después en cuatro países, Reino Unido, Francia, España e Italia, con un precio de £99.99 en Gran Bretaña y 990f en Francia; El software tenía un precio de £25 para la mayoría de los juegos. El juego de carreras Burnin' Rubber, un paquete de energía y dos controladores se incluyeron con la máquina.
Las revisiones iniciales de la consola fueron favorables, con CVG calificándola como una "consola limpia y técnicamente impresionante que tiene un gran potencial a un precio muy bajo de £99", pero aunque estaban impresionadas por las capacidades gráficas, criticaron el audio y los controladores. La revista ACE llegó a una conclusión similar, al afirmar que el sistema "pone a prueba las otras ofertas de 8 bits del PC Engine".
Se reservó un presupuesto de marketing de 20 millones de libras para Europa, con la publicidad centrada en vender el GX4000 como una alternativa doméstica a los juegos de arcade. El lema de la máquina era "¡Trae toda la galería a tu casa!"

## Rendimiento en el mercado
El GX4000 no tuvo éxito comercialmente. Durante su vida útil, el software para el sistema fue corto en número y tardó en llegar, el interés del consumidor fue bajo y la cobertura de las revistas populares de la época fue escasa, y algunos lectores se quejaron de la falta de información sobre la máquina (Amstrad Action fue una de las pocas revistas que soportaba a la consola). A las pocas semanas del lanzamiento inicial, el sistema podía comprarse a precios reducidos, y en julio de 1991 algunas tiendas lo vendían por tan solo £29.99
Había muchas razones para la falta de éxito del sistema. En esta etapa, el Commodore Amiga de 16 bits y Atari ST, junto con las consolas y computadoras anteriores de 8 bits ya estaban dominando el mercado europeo de videojuegos, y el entusiasmo por las nuevas consolas de 16 bits, como el Mega Drive, estaba empezando a crecer rápidamente. Amstrad también carecía del poder de comercialización para competir con los productores de Mega Drive (lanzado en noviembre de 1990 en Europa) y, finalmente, con el Super NES. Además de esto, también hubo problemas con la fabricación de software, ya que muchas compañías se quejaron de que el proceso de duplicación llevaba meses en lugar de semanas, lo que llevó a la poca disponibilidad de software en el lanzamiento y algunos juegos se lanzaron tarde o se cancelaron por completo. Por último, muchos juegos GX4000 fueron simplemente juegos de CPC lanzados en un cartucho con mejoras menores, o ninguna mejora, que llevaron a juegos de apariencia generalmente poco impresionante y apatía del consumidor, con muchos usuarios que no están preparados para pagar £25 por un juego de cartucho que podrían comprar por £3.99 en casete en su lugar.
Al hablar de la falla de mercado del sistema, el diseñador, Cliff Lawson, afirmó que el GX4000 era técnicamente "al menos tan bueno" como el SNES, y que la máquina falló debido a la falta de juegos y que Amstrad no tuvo la oportunidad de dinero para competir con Nintendo y Sega. Cuando se le preguntó si se podría haber hecho algo para que la máquina fuera un éxito, respondió que se habría requerido más dinero para dar a los fabricantes de software más incentivos para apoyar a Amstrad, y que los juegos y el software debían entregarse antes, también comentó que la máquina de 16 bits también habría ayudado.

## Especificaciones técnicas

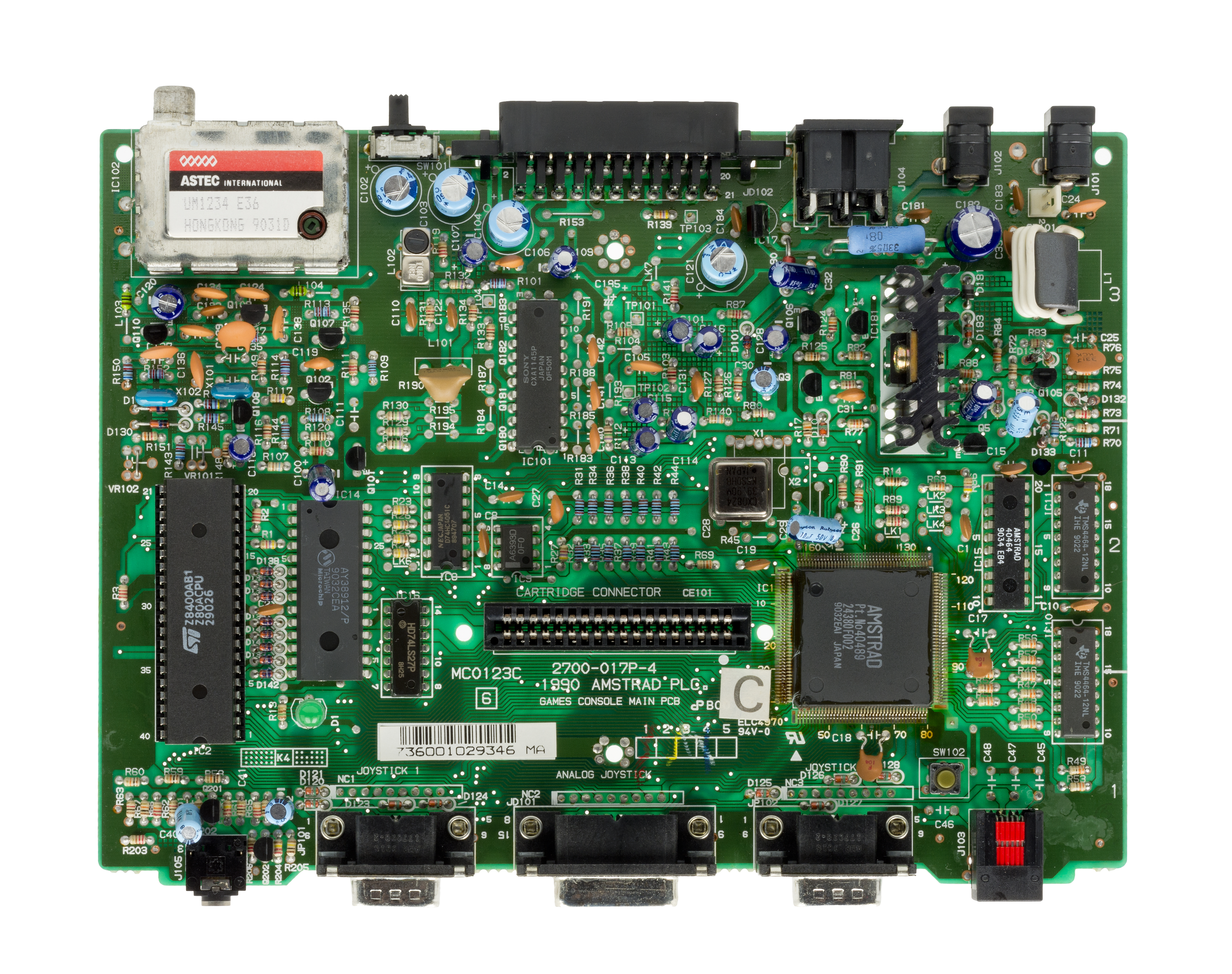
Amstrad GX4000 PCB.

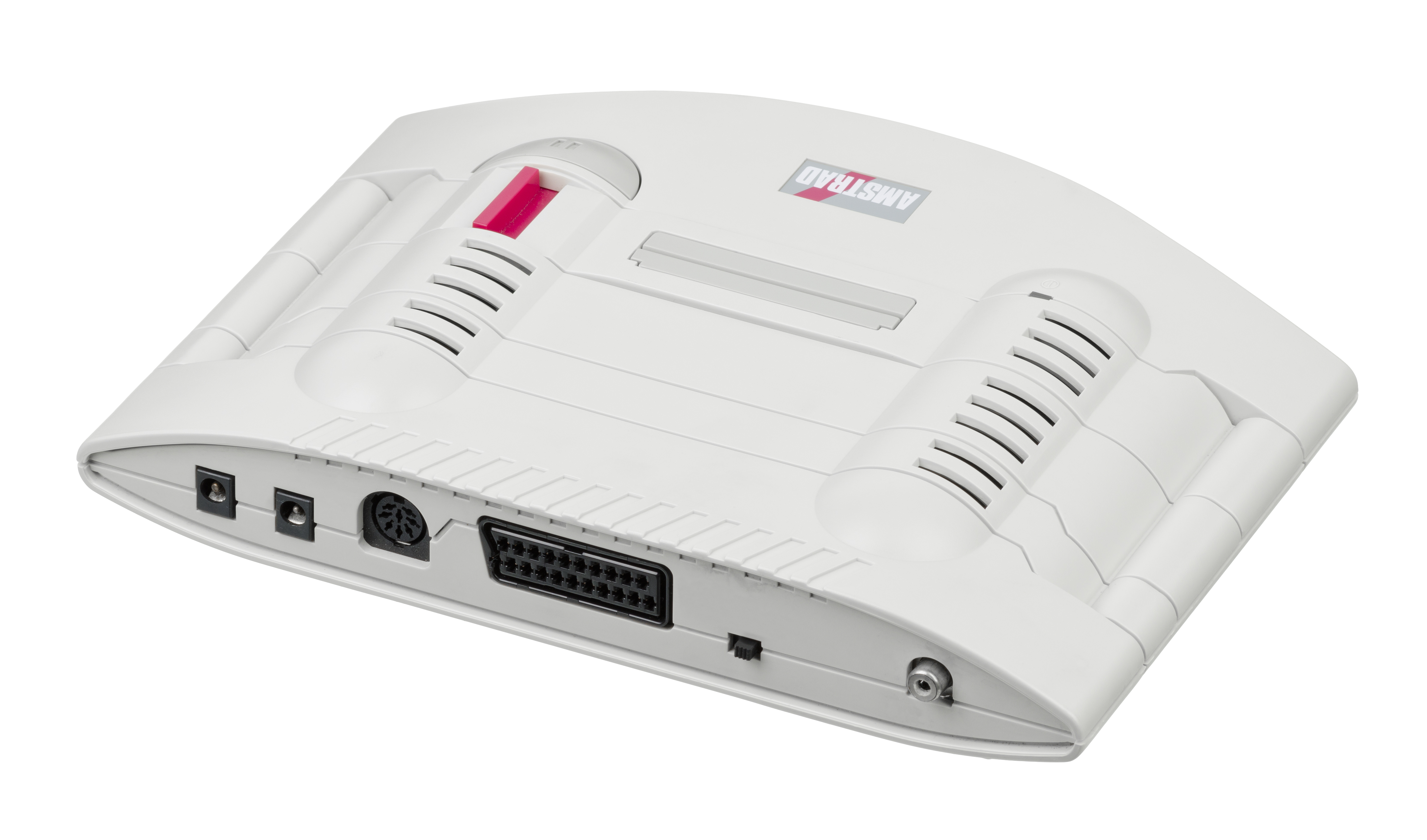
El GX4000 ofreció capacidad de video RGB con el conector SCART en la parte posterior.

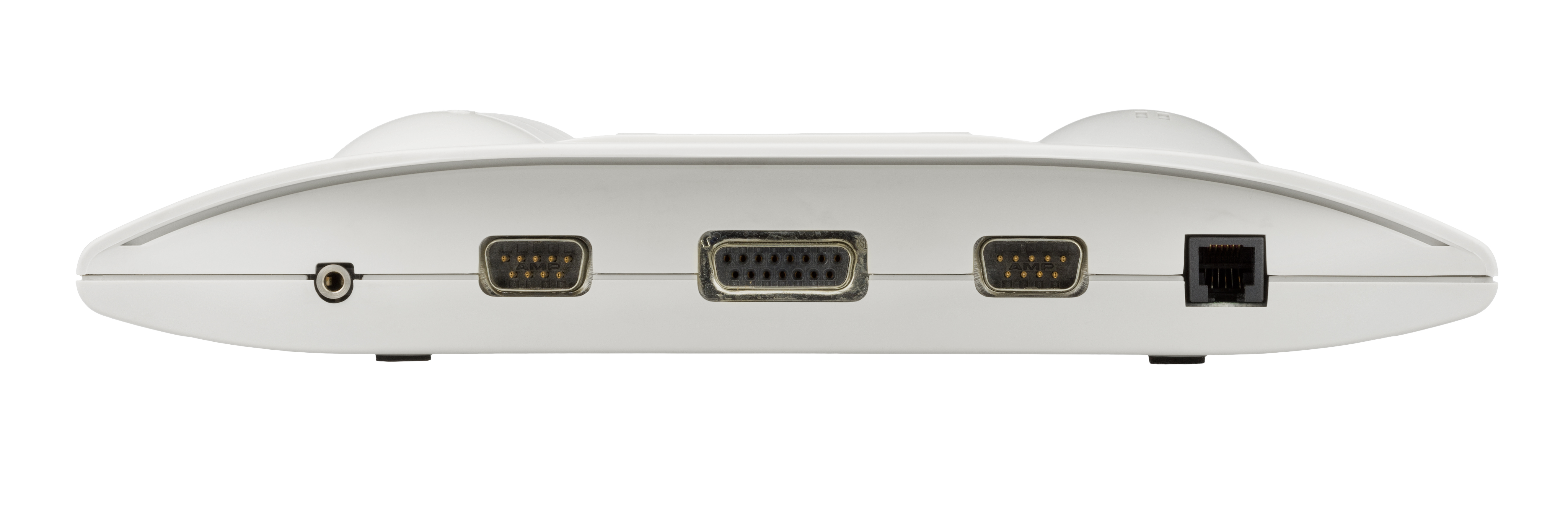
Los conectores en la parte frontal de la consola.

- CPU: Zilog Z80A de 8/16 bits a 4 MHz[1]
- ASIC: soporte para sprites, desplazamiento suave, interrupciones programables, sonido DMA[12]

Resolución
- Modo 0: 160x200 píxeles con 16 colores.
- Modo 1: 320x200 píxeles con 4 colores.
- Modo 2: 640x200 píxeles con 2 colores.

Color
- Profundidad: RGB de 12 bits
- Colores disponibles: 4096
- Colores máximos en pantalla: 32 (16 para el fondo, 15 para los sprites, 1 para el borde)

El número máximo de colores en pantalla se puede aumentar en todos los modos mediante el uso de interrupciones.
Sprites 
- Número: 16 sprites de alta resolución por línea.
- Tamaños: 16x16 (cada sprite puede ampliarse 2x o 4x en X e Y)
- Colores: cada sprite puede usar hasta 15 colores.

Memoria 
- RAM: 64 kB
- VRam: 16 kB
- ROM: 32 kB

Audio
- Estéreo de 3 canales; Chip AY-3-8912[1]
- DMA

IO
Salida de audio, 2x conectores de controlador digital, puerto de controlador analógico (estándar de IBM), conector Lightgun (RJ11), salida de audio y video RGB (8 pines DIN), toma de alimentación de la fuente de alimentación externa, toma de alimentación del monitor.

## Periféricos
Controladores estándar

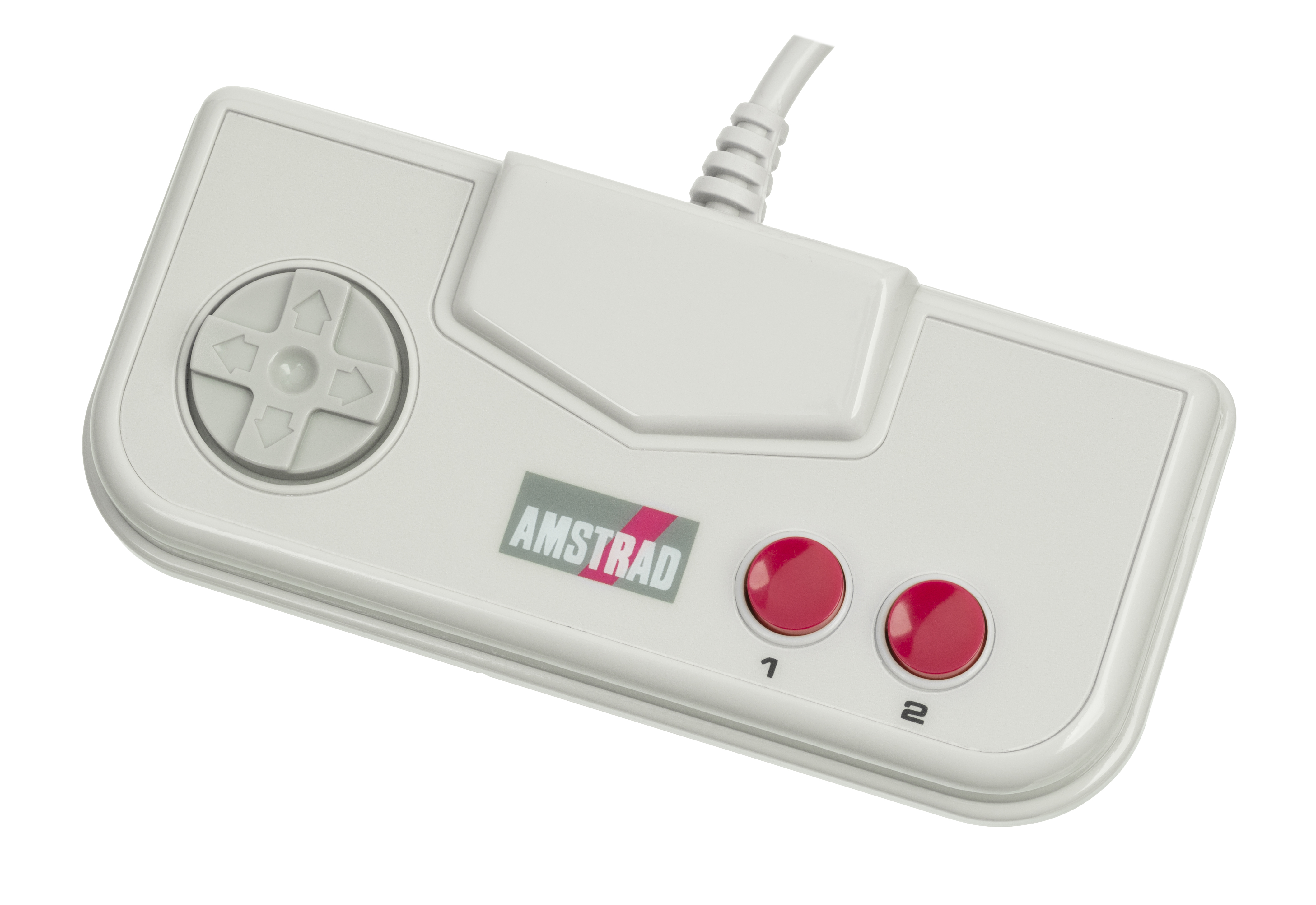
Mando GX4000

El controlador GX4000 es similar a los gamepads populares de 8 bits de la época, como los del Master System y el Nintendo Entertainment System, así como el del TurboGrafx-16. Contiene solo dos botones en el teclado real con el botón de pausa ubicado en la propia consola, y usa el conector estándar de facto de 9 clavijas de estilo Atari.
Joysticks analógicos
El GX4000 admite el uso de controladores analógicos a través de su puerto de controlador analógico estándar de IBM específico. El controlador no fue ampliamente soportado por el software.
Pistolas de luz
El GX4000 admite el uso de una pistola de luz a través de su conector dedicado de pistola de luz RJ11. Varios Lightguns de terceros estaban disponibles, y las versiones oficiales soportaban este periférico. Hubo dos juegos que apoyan el uso de una pistola de luz en el GX4000: Skeet Shoot y The Enforcer, ambos distribuidos con una pistola de terceros.

## Juegos
En total, se produjeron y distribuyeron 27 juegos para el GX4000. La mayoría de los juegos fueron hechos por compañías con sede en el Reino Unido y Francia, como Ocean, Titus y Loriciels.
Los juegos notables fueron el juego en paquete: Burnin 'Rubber así como RoboCop 2, Pang, Plotting, Navy Seals y Switchblade.
Inicialmente se anunciaron muchos más juegos, como Toki, Kick Off 2 y Out Run, pero luego se cancelaron cuando el sistema no se vendió.[cita requerida]